# Cung (vũ khí)
Bài này viết về một loại vũ khí. Xem thêm các bài nghĩa khác ở cung (định hướng)

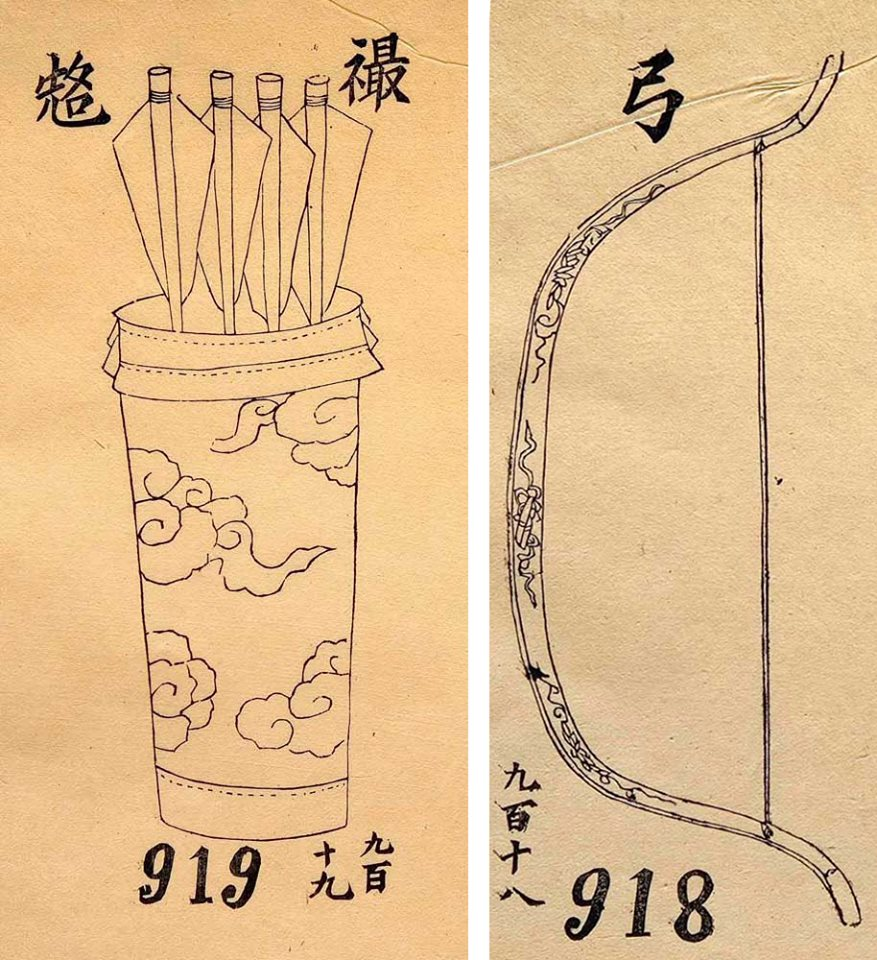
Cung chiến thời Nguyễn

Cung là một loại vũ khí tầm xa cổ xưa và hiệu quả. Con người phát minh ra cung từ thời đồ đá và sử dụng chúng trên khắp thế giới cho đến tận thế kỷ 19 khi chúng bị thay thế bởi súng. Cấu tạo cung rất đơn giản, gồm cánh cung, dây cung và đạn là mũi tên. Ban đầu, cánh cung và mũi tên được làm bằng các vật liệu như tre, gỗ...; dây cung được bện bằng da, gân thú, dây leo...

## Phân loại

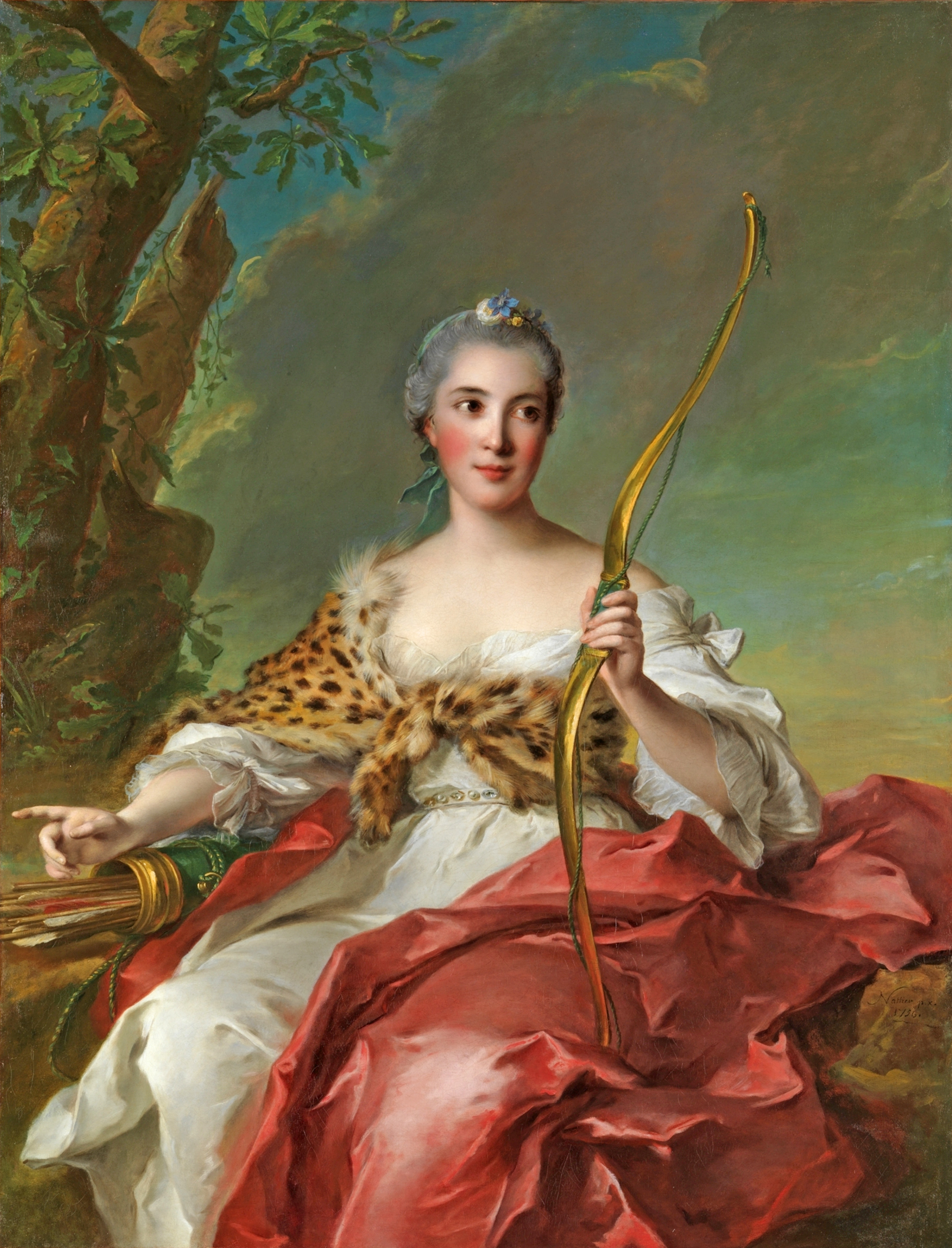
Họa phẩm của Jean Marc Nattier về nữ thần săn bắn Diana đang cầm cây cung vàng

- Cung ngắn: xuất hiện từ thời cổ đại, những cây cung đầu tiên xuất hiện tại thung lũng Ahrensburg, Hamburg, Đức cách ngày nay hơn 1 vạn năm[1]. Cùng với lao và nỏ, nó là vũ khí tầm xa chính được sử dụng trong săn bắn và trên chiến trường. Tầm bắn cung ngắn chỉ đạt 30 m và dùng mũi tên ngắn.
- Cung trung bình: những cây cung ngắn đã giúp con người săn bắn thuận tiện hơn nhưng với tầm bắn quá ngắn chúng vẫn khiến người thợ săn gặp nguy hiểm. Hơn nữa khi thời kì đồ đá kết thúc, các cuộc chiến tranh giữa các bộ lạc bắt đầu xảy ra thường xuyên dẫn đến vũ khí ngày càng được cải tiến. Cải tiến đầu tiên đối với các cây cung là kéo dài cung ra (cả cánh cung và dây cung) giúp cho cung kéo được nhiều hơn, lực bắn mạnh hơn và đi xa hơn. Cung trung bình xuất hiện sớm nhất khoảng 3300 năm trước công nguyên ở vùng núi Alps[2] sau đó được phổ biến sử dụng ở nhiều nơi như Ai Cập, đảo Crete, châu Á.
- Cung liên hợp (Composite bows):Được phát minh ra bởi người Ai Cập, đến thời Xuân Thu-Chiến Quốc khoảng thế kỉ 4 TCN người Trung Quốc cũng có loại cung này. Sở dĩ nó có tên gọi này vì cung được chế tạo từ vài loại vật liệu trộn lại chứ không đơn thuần dùng một thanh gỗ hay một cặp sừng để làm cánh cung như trước nữa. Thông thường,một cây cung được trộn từ gỗ, sừng, gân và có thể có thêm một số loại vật liệu khác. Do vật liệu làm cung, kĩ thuật làm cung có thể rất khác nhau nên tầm bắn của các loại cung hỗn hợp ở các địa phương và cũng bởi lý do này mà nhiều cây cung phức hợp đặc trưng cho một dân tộc xuất hiện. Nó dài hơn cung ngắn nhưng chưa dài bằng cung lớn. Chiều dài mũi tên có thể từ 48 cm (của người Túc Thận)[3], thậm chí lên đến gần 138 cm (của người Ấn Độ)[4].

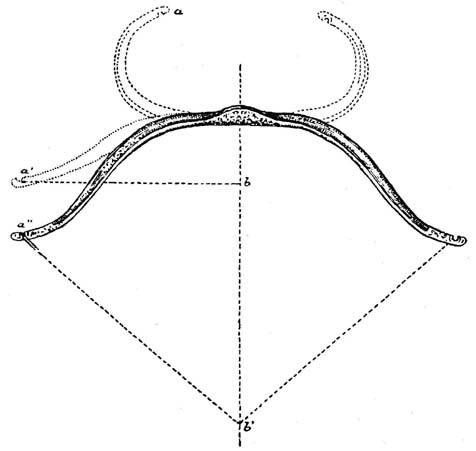
Cung Thổ - một loại cung phức hợp

- Cung dài (còn gọi là cung lớn, cung chiến hay trường cung): xuất hiện vào thời Trung cổ, có thể đưa tầm bắn của mũi tên mang đầu bọc thép đạt tới 90 m (với tầm bắn thẳng). Cung Anh bắn cầu vồng đạt trên 200 yard (183m) và thậm chí lên tới 400 yard (366m) với tên nhẹ.

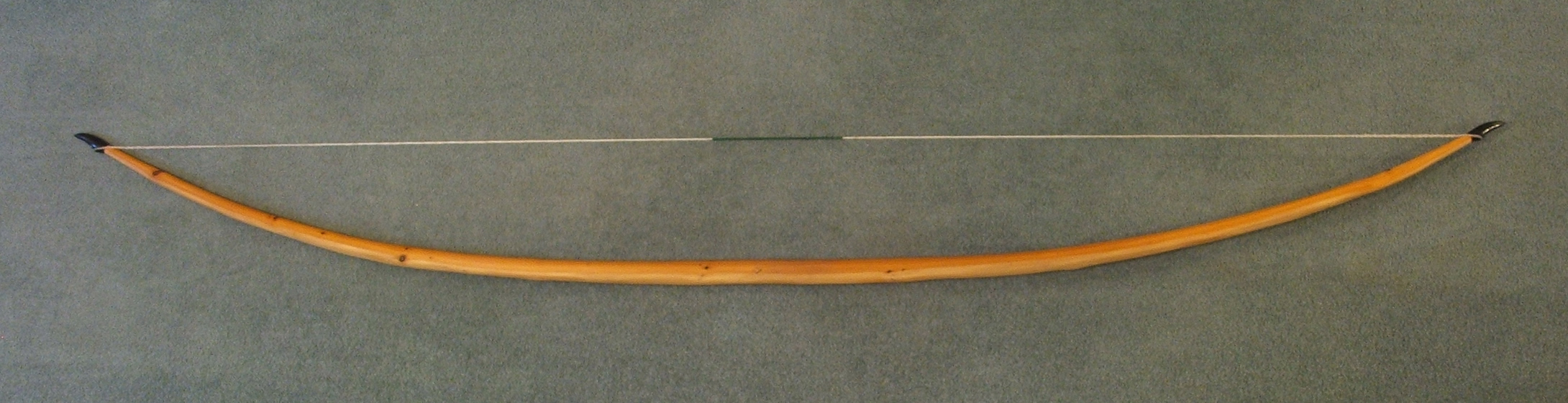
Trường cung truyền thống của Anh

Ở châu Âu, nó thường làm bằng một thanh gỗ duy nhất và có bề rộng chừng một sải tay, tức là cũng bằng chiều cao của người bắn cung. Các loại cung châu Á lại thường có 3 đoạn cong. Ở Nhật Bản, cung chiến thường làm bằng tre và gỗ kết hợp lại, dài hơn người. Ở Mông Cổ, cung làm bằng gỗ, sừng, gân, da. Đầu mũi tên có nhiều hình dáng khác nhau, thường được bịt thép, có thể có ngạnh và tẩm độc. Việt Nam thời nhà Trần sử dụng gỗ tư lũy cứng, cho vào nước trăm năm không mục làm cung nỏ, là "tốt nhất thiên hạ" (Chu Khứ Phi, Lĩnh Ngoại Đại Đáp)

## Cung phức hợp trong lịch sử
Kể từ khi cung phức hợp xuất hiện, nó đã mang lại nhiều hiệu quả trong chiến tranh. Những loại cung phức hợp mạnh như cung La Mã, cung Thổ trở thành những vũ khí công thành tốt và tiện dụng. Ngoài ra, nó còn là vũ khí phòng thủ tốt nhất trên các tường thành. Trước khi người La Mã bắt đầu sử dụng cung thủ phổ biến từ sau công nguyên, cung Scythan là cây cung mạnh nhất. Dù chỉ dài chừng 80–90 cm nhưng nó có thể bắn 1 mũi tên đi 350 m. Sau cung Scythan, cung La Mã giúp cho người La Mã bảo vệ đế chế trong một thời gian dài. Arrian - một học giả La Mã từng phục vụ cho quân đội La Mã ghi lại rằng họ dùng các cung thủ và ballista chống lại người Alan. Tuy nhiên, từ khoảng thế kỉ 13 đến cuối thời Trung Cổ, lần lượt cung Mông Cổ,cung Anh, cung Thổ xuất hiện và tạo nên những ưu thế rõ rệt trên chiến trường, người Thổ với ưu thế tuyệt đối về vũ khí tầm xa đã tiêu diệt Đế chế La Mã trong cuộc vây hãm thành Constantinople năm 1453.
Ở khu vực Đông Á, cung Hàn và cung của các bộ tộc sống gần bán đảo Triều Tiên được coi là loại cung tốt nhất. Nó tạo ra ưu thế của bộ binh các nước này so với bộ binh Trung Quốc trong suốt một thời gian dài. Các học giả từ thời Hán đến thời Đường đã ca ngợi cung Hàn. Lợi thế về cung thủ của người Hàn mất dần đi và đến thời Minh, sau khi người Trung Quốc cải tiến cung của mình theo kiểu cung Mông Cổ, chúng đã mạnh hơn cả cung Hàn và nỏ cầm tay. Người Nhật cũng cải tiến cây cung của mình và đến cuối thế kỉ 16, họ chuyển sang dùng súng thì cung Hàn đã hoàn toàn mất vị thế của mình.

## Tầm bắn
Cách tính tầm bắn: các tài liệu cổ thường được ghi chép từ rất lâu rồi nên dữ liệu thường không đầy đủ, hơn nữa rất hiếm học giả nào ghi chép tỉ mỉ đặc tính của một cây cung. Do vậy, các nhà nghiên cứu sử dụng thêm một số kết quả từ thực nghiệm để lấy được kết quả cần thiết. Tầm bắn của cung thường được chia ra thành:
- Tầm bắn chính xác: là tầm bắn mà một cung thủ thành thục có thể bắn chính xác một mục tiêu. Ở tầm bắn tỉ lệ bắn trúng đích từ 50 - 100%.
- Tầm bắn hiệu quả (hay tầm bắn sát thương): là tầm bắn mà cung thủ có khả năng bắn trúng và gây sát thương cho kẻ thù. Tỉ lệ các mũi tên bắn trúng đích ở tầm bắn này là 30 - 50%. Tuy nhiên, một cung thủ lão luyện vẫn có thể bắn chính xác ở tầm bắn này. Tầm bắn hiệu quả thường bằng một nửa tầm bắn cực đại (hay tầm bắn tối đa) đối với mũi tên nhẹ và thậm chí có thể lên đến 85% với mũi tên nặng. Khi cung thủ đứng xa hơn tầm bắn hiệu quả, khả năng trúng đích và gây sát thương được cho là không đáng kể (dưới 30%). Tỉ lệ này ở những loại súng cầm tay tốt nhất không vượt quá một phần ba với bất cứ loại đạn nào.
- Tầm bắn cực đại (đường bay): là tầm bay xa nhất của một mũi tên tuy nhiên khi bắn ở tầm này cung tên hầu như không còn khả năng sát thương nữa. Ở một số dân tộc như người Viking, nó còn được dùng làm đơn vị đo.

Tầm bắn của những cây cung thường được các tác giả nghiên cứu về quân sự ghi lại, tuy nhiên có những thời gian thông tin này không được quan tâm ghi chép mấy. Dưới đây là một số tài liệu cổ đề cập đến tầm bắn của cung tên:
Trong cuốn "De Re Militari" viết vào cuối thế kỉ 4, Vegetius viết:
| “ | Các cung thủ thì chắc chắn bắn trúng còn các tán thạch thủ thường ném sượt qua (các palus),phía trước các palus này người ta thường đặt một bó rơm hay bụi cây và những người khéo léo khi tập luyện thường bắn hay ném trúng các mục tiêu cố định ở khoảng cách 600 pes(180 m) | ” |

Trong Thông điển, Đỗ Hựu ghi lại:
| “ | Lính bắn nỏ cách địch 150 bước(225 m) thì bắn nỏ, cung thủ cách địch 60 bước (90 m) thì bắn tên | ” |

Cuốn sách viết về quân sự thế kỉ 9 của Hoàng Đế Byzantine Leon VI,"Taktika", chương 16 "Trong những ngày chiến đấu" viết:
| “ | Bề rộng sân tập là 150 pes và chiều dài phụ thuộc vào tổng số các palus.Từ 1000 uncia trước sân tập,các mũi tên được bắn đi | ” |

150 pes Hy Lạp = 46,2 m, 1000 uncia = 24,6 m. Tổng chiều dài tầm bắn tập luyện của kị binh Byzantine là khoảng 70 m.
Binh thư yếu lược của Trần Hưng Đạo, phần ″Phép bố trận tác chiến" cũng ghi lại tầm bắn của cung nỏ:
| “ | Mỗi khi đánh thì cho giáo trường ở trước, ngồi mà không được đứng lên. Thứ đến cung rất mạnh, rồi đến nỏ rất mạnh, quỳ gối để chờ. Thứ nữa đến cung thần tý. Ví như ước trận đến trong 200 bước (300 m) thì cung thần tý phải bắn trước, 70 bước (105 m) thì cung nỏ mạnh đều bắn | ” |

Thời Lý - Trần nước ta sử dụng hệ đo lường giống nhà Tống, trong hệ đo lường này 1 bước = 1,5 m.
Trong quyển Lịch triều hiến chương loại chí của Phan Huy Chú, phần Binh chế chí,quyển 3 chép:
| “ | Vĩnh Khánh đế, năm thứ 3(1731),Đổi lại phép thi Bác cử: Trường nhất, bắt chước phép thi ở Trung Quốc,thi giương cung và múa đao, đều chia làm 3 bậc. Cung dùng thứ sức cứng bằng 55 cân (33,25 kg),hoặc 45 cân(27,2 kg),phải giương đẫy sức...Bắn bộ thì dựng cái đích cách 80 bước(160 m),băn 5 phát tên,được 8,9 tiếng "điêu" là hạng ưu,6,7 tiếng là hạng thứ,4,5 tiếng là hạng thứ nữa... | ” |

Tài liệu duy nhất ấn định chiều dài của 1 bước(hay ngũ) ở Bắc Bộ cuối thời Trung Đại là sắc lệnh của Toàn quyền Đông Dương Paul Doumer ngày 2 tháng 6 năm 1897 với giá trị của 1 bước = 2 m và là tài liệu phù hợp nhất để tính tầm bắn luyện tập của các cung thủ của vua Lê - chúa Trịnh.
Cung ngắn thường chỉ hiệu quả trong khoảng 30 m, cung trung bình có thể nâng tầm bắn lên 50 – 90 m nhưng cung phức hợp và trường cung- những loại cung được chế biến tinh xảo ở trình độ cao mới là những loại cung có thể bắn xa nhất.Trong tác phẩm Henry IV, đại văn hào Shakespeare mô tả một người lính bắn cung Anh chính xác tới cự li 290 yard(263 m).Cung phức hợp rất đa dạng, có những loại cung khá yếu như cung kị Byzantine, chỉ bắn một mũi tên dài khoảng 70 cm đi 70 m, nhưng cung Thổ - loại cung mạnh nhất hiện nay có thể đưa 1 mũi tên đi xa tới 1000 gez(883 m) và tầm bắn hiệu quả lên đến 400 m, ngang ngửa với súng AK. Đây là bảng tổng kết tầm bắn hiệu quả của một số loại cung (đa số là cung phức hợp):
| Loại cung                 | Tầm bắn hiệu quả | Tầm bắn cực đại |
| ------------------------- | ---------------- | --------------- |
| Cung Hán                  | 40 m             | hơn 100 m       |
| Cung Byzantine, cung Huns | 70 m             | 135 m           |
| Cung Đường-Tống           | 90 m             | khoảng 300 m    |
| Cung thời Trần            | 105 m            | 220 m           |
| Cung Ba Tư                | 100 m            | 200 m           |
| Cung Hàn                  | 150–160 m        | 350 m           |
| Cung Scythian             | 145 m            | 350 m           |
| Cung thời Trịnh           | 160 m            | 350 m           |
| Cung Viking               | 200 m            | 400 m           |
| Cung La Mã                | 200 m            | 450 m           |
| Cung Mông Cổ              | 230 m            | 500 m           |
| Cung Anh                  | 263 m            | 400 m           |
| Cung Thổ                  | 400 m            | 800 m           |

## Cung thủ
Trong khi tại châu Âu một hiệp sĩ coi việc sử dụng cung tên khi lâm trận là không xứng với tư cách của mình thì ở châu Á nhiều võ sĩ, tướng lĩnh lại là các cung thủ cừ khôi.